# Диаграмма Венна

Диаграмма Венна, показывающая все пересечения греческого, русского и латинского алфавитов (буквы заглавные)

Диаграмма Венна (также используется название диаграмма Эйлера — Венна) — схематичное изображение всех возможных отношений (объединение, пересечение,
разность, симметрическая разность) нескольких (часто — трёх) подмножеств универсального множества. На диаграммах Венна универсальное множество {\displaystyle U} изображается множеством точек некоторого прямоугольника, в котором располагаются в виде кругов или других простых фигур все остальные рассматриваемые множества.
Диаграммы Венна применяются при решении задач вывода логических следствий из посылок, выражаемых на языке формул классического исчисления высказываний и классического исчисления одноместных предикатов, для:
- описания функционирования формальных нейронов Мак-Каллока и сетей из них[4];
- синтеза надежных сетей из не вполне надежных элементов[5];
- построения управляющих и самоуправляющихся систем и блочного анализа и синтеза сложных устройств[6];
- получения логических следствий из заданной информации, минимизации формул исчислений[7][8].

Диаграммы Венна при помощи {\displaystyle n} фигур изображают все {\displaystyle 2^{n}} комбинаций {\displaystyle n} свойств, то есть конечную булеву алгебру. При {\displaystyle n=3} диаграмма Эйлера — Венна обычно изображается в виде трёх кругов с центрами в вершинах равностороннего треугольника и одинаковым радиусом, приблизительно равным длине стороны треугольника.
Дальнейшим развитием аппарата диаграмм Венна в классическом исчислении высказываний является аппарат вероятностных диаграмм , понятие сети диаграмм, использующей диаграммы Венна как операторы.
Они появились в сочинениях английского логика Джона Венна (1834—1923), подробно изложившего их в книге «Символическая логика», изданной в Лондоне в 1881 году.

## Связь диаграмм Эйлера и Венна

Пример получения произвольных кругов Эйлера из диаграмм Венна с пустыми (чёрными) множествами

22 (из 256) существенно различных диаграмм Венна с 3 кругами (сверху) и соответствующие им диаграммы Эйлера (снизу)

Диаграммы Эйлера в отличие от диаграмм Венна изображают отношения между множествами: непересекающиеся множества изображены непересекающимися кругами, а подмножества изображены вложенными кругами.
Диаграммы Венна основаны на существенно иной идее, чем круги Эйлера. Круги Эйлера возникли на основе идей силлогистики Аристотеля. Диаграммы Венна были созданы для решения задач математической логики. Их основная идея разложения на конституенты возникла на основе алгебры логики.
На рис. ниже даны диаграммы Эйлера и Венна для 3 множеств однозначных натуральных чисел:
- {\displaystyle A=\{1,\,2,\,5\}}
- {\displaystyle B=\{1,\,6\}}
- {\displaystyle C=\{4,\,7\}}

диаграмма Эйлера
диаграмма Венна

Иногда, если какая-то комбинация свойств соответствует пустому множеству, то эту комбинацию закрашивают.
На рисунке справа даны 22 существенно различных диаграмм Венна с 3 кругами (сверху) и соответствующие им диаграммы Эйлера (снизу).
Некоторые из диаграмм Эйлера не типичны, а некоторые даже эквивалентны диаграммам Венна. Черные области указывают на то, что в них нет элементов (пустые множества).